# Maximina Uepa
Maximina Uepa (Distrito de Denigomodu, 22 de septiembre de 2002) es una levantadora de peso de Nauru. Es la actual poseedora del récord femenino de Nauru en la categoría de 71 kg en general, arranque y limpieza y tirón.

## Biografía
Uepa nació el 22 de septiembre de 2002 en Denig, Nauru. Su padre, Jezza Uepa, y su hermano, Maxius Uepa, también son exitosos levantadores de peso. Jezza Uepa ganó el premio al hombre más fuerte del mundo en 2019. En 2015 fue la competidora más joven en los Commonwealth Youth Games, con doce años. Compitió en la categoría de levantamiento de peso de 58 kg.
En 2018 fue abanderada de Nauru en los Juegos Olímpicos de la Juventud. Fue reconocida como Deportista del Año de Nauru en 2018. Fue medallista de bronce en la categoría de 63 kg en los Mini Juegos del Pacífico en 2017, solo superada por Mattie Sasser (oro) y Amanda Gould (plata). En 2019 pasó de la categoría de 63 kg a la de 71 kg. Es la actual poseedor del récord olímpico de Nauru en el arranque, limpio y en tirón y en general; este récord se estableció en los Juegos del Pacífico 2019, donde también ganó dos medallas de oro.

## Registros de Nauru

### Actual
| Evento        | Registro       | Fecha                  | Encontrarse       | Lugar                  | Ref.          |
| 71 kilogramos | 71 kilogramos  | 71 kilogramos          | 71 kilogramos     | 71 kilogramos          | 71 kilogramos |
| ------------- | -------------- | ---------------------- | ----------------- | ---------------------- | ------------- |
| Arrebatar     | 87 kilogramos  | 7 de diciembre de 2019 | Copa del Pacífico | Numea, Nueva Caledonia | [ 8 ]         |
| Limpio y jerk | 113 kilogramos | 7 de diciembre de 2019 | Copa del Pacífico | Numea, Nueva Caledonia | [ 8 ]         |
| Total         | 200 kilogramos | 7 de diciembre de 2019 | Copa del Pacífico | Numea, Nueva Caledonia | [ 8 ]         |

### Histórico (1998-2018)
| 63 kg          | 63 kg          | 63 kg                  | 63 kg                     | 63 kg                   | 63 kg  |
| -------------- | -------------- | ---------------------- | ------------------------- | ----------------------- | ------ |
| Arrebatar      | 85 kilogramos  |                        |                           |                         |        |
| Limpio y tirón | 95 kilogramos  | 5 de diciembre de 2017 | Minijuegos del Pacífico   | Port Vila, Vanuatu      | [ 10 ] |
| Total          | 170 kilogramos | 7 de abril de 2018     | Juegos de la Commonwealth | Costa Dorada, Australia | [ 10 ] |